# Kondenzcsík

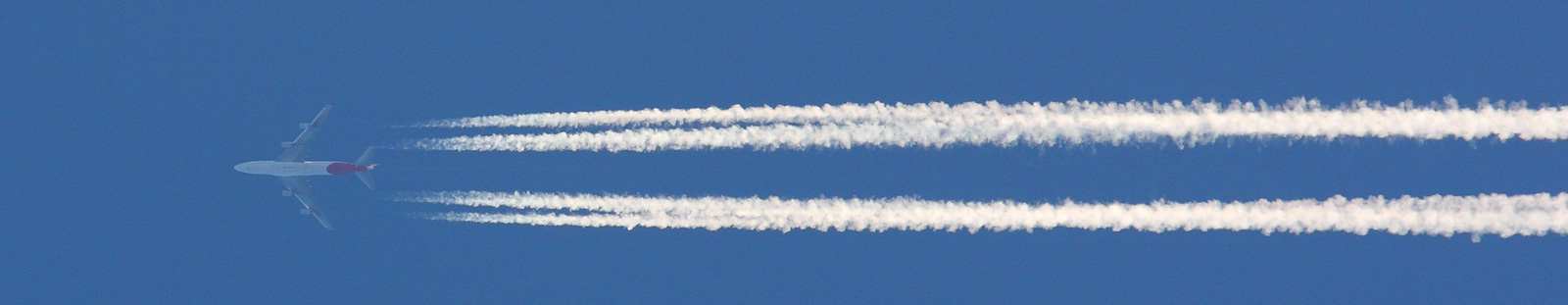
Egy Boeing 747 kondenzcsíkjai

A kondenzcsík a magasan közlekedő repülőgépek hajtóművei által kibocsátott égéstermékekre kicsapódott megfagyott vízpára, ami hosszú, vékony felhő formájában jelentkezhet.

## Keletkezése
A repülőgépek hajtóművei üzemanyagot égetnek el, az égéstermékek a szén-dioxid és a víz mellett kis mértékben koromszemcséket, illetve kéntartalmú aeroszolokat tartalmaznak. Ez utóbbiak a légkörben nagy magasságban előforduló, túltelített vízpára számára kondenzációs magvakként szolgálnak. A vízpára a szilárd szemcsékre rátapadva, megfagyva felhőszerű képződményt hoz létre.
Abban a magasságban, ahol a menetrend szerinti repülőgépek közlekednek (9–11 ezer méter), jóval hidegebb van (-40 … –55 °C), mint a földfelszínen, a légnyomás pedig alacsony (a földi légnyomás kb. 10%-a), így a levegő képes könnyen vízpárával túltelítetté válni. A levegő többnyire mindig tartalmaz több-kevesebb gáz halmazállapotú nedvességet, vízgőzt. A harmatpont felett a vízgőz „feloldódik” a levegőben. Amikor a levegő hőmérséklete csökken, egyre kevesebb vízpárát képes feloldani, majd ha lehűl a harmatpont alá, akkor telítetté válik, és a vízpára kicsapódhat egy szilárd tárgyon. Hasonló jelenség figyelhető meg a légkondicionálóknál is.
Ha tehát lehetősége van a párának kicsapódni valamin, azonnal meg is teszi. A repülőgépek szolgáltatta kondenzmagvak elősegítik, hogy a levegőben lévő párából felhő képződjön. A kondenzcsík nem más, mint felhő, pusztán az emberi tevékenység segíti elő a létrejöttét.

## Örvények szerepe
Van még egy mesterséges hatása a repülőgépnek odafenn: a szárnyak csúcsainál kis örvények szakadnak le, ami aerodinamikai okokra vezethető vissza. Ezek az örvények továbbterjednek a gép mögötti területen. Ettől sokszor kis csomócskák, gömbölyded vonalakat mutató csavarodások láthatóak a kondenzcsíkban. Ha felnézünk az égre és azt látjuk, hogy a kondenzcsík apró pamacskákra bomlik, akkor annak is a keletkező örvények lehetnek az okai. Az örvények önmagukban is okozhatnak látható kondenzcsíkokat. A nyomás-, és hőmérsékletcsökkenés is okozhatja a víz kondenzálását. Míg az égéstermékek okozta kondenzcsíkok nagy magasságban keletkezhetnek, a tisztán az örvények okozta kondenzcsík alacsony magasságban jöhet létre, többnyire fel-, illetve leszállásnál.

## Környezeti hatások
A kondenzcsíkok úgy viselkednek, mint a normál felhők. Magassági elhelyezkedésük alapján a fátyolfelhők közé lehet sorolni őket, leginkább azokhoz is hasonlítanak, mivel miniatűr jégkristályokból állnak. Az, hogy mennyire láthatóak a kondenzcsíkok, milyen sokáig maradnak fenn és mennyire terjednek szét, csak attól függ, hogy az adott légréteg páratartalma, hőmérsékleti- és szélviszonyai mit tesznek lehetővé. Sok esetben egészen rövidke csíkot látunk - például egy hidegfront átvonulta utáni száraz levegőben. Melegfront előtti nedves légtömegekben azonban nagyon sokáig (hosszú órákig) is fennmaradnak a csíkok, kiszélesednek, a magaslati szelek meg-megcsavarják, feldarabolják őket.
A kondenzcsíkok nagyobb mértékben gátolják a Föld hosszúhullámú infravörös kisugárzásait, mint ahogy azok a bejövő napsugárzást visszaverik. Ennek eredményeként kismértékű melegedést okozhatnak. Ez a hatás nem állandó, változik a napszaktól és hosszabb időtávtól is.
Más tanulmányok szerint az éjszakai repüléseknek nagyobb hatása van a felmelegedési folyamatra.
A Német Légi- és Űrközlekedési Központ kutatói egy éghajlati modell segítségével kiszámították a kondenzcsíkok hatását. A mérések szerint lehetségesnek tartják, hogy napjainkban egy év alatt nagyobb mértékben járulnak hozzá a felmelegedéshez a csíkok, mint a légiközlekedés kezdete óta a repülőgépek által kibocsátott összes szén-dioxid.
A kondenzcsíkokból úgynevezett pehelyfelhők keletkeznek, amelyek felülete kilencszerese a repülőgépek nyomán keletkező vonalszerű csíknak. Eddig a szakemberek a vonal alakú kondenzcsíkok hatását tudták csak felbecsülni, és bár gyanították, hogy a pehelyfelhők hatása azt jócskán meghaladja, bizonyítani nem tudták. Mivel a kondenzcsíkok párát vonnak el a levegőből, csökkentik a természetes felhőtakaró kiterjedését - ezt mutatták ki a modell segítségével.
A természetes és a mesterséges úton keletkező pehelyfelhők egyaránt csökkentik a Föld infravörös kisugárzását, ezáltal melegítve az éghajlatot. Szerencsére a kondenzcsíkok sokkal rövidebb ideig fejtik ki a hatásukat, mint az üvegházhatású gázok. A kondenzcsíkok és a belőlük kialakuló pehelyfelhők Európa felett nagyobb területet fednek le, mint Észak-Amerika felett, ahol intenzívebb a légiközlekedés. Ezért az európai kontinens feletti hidegebb levegő felelős, mivel az szükséges a kondenzcsíkok kialakulásához. Másrészről az Atlanti-óceán északi része felett képződő kondenzcsíkok zöme átsodródik Európa fölé.

## Az ellenkező hatás

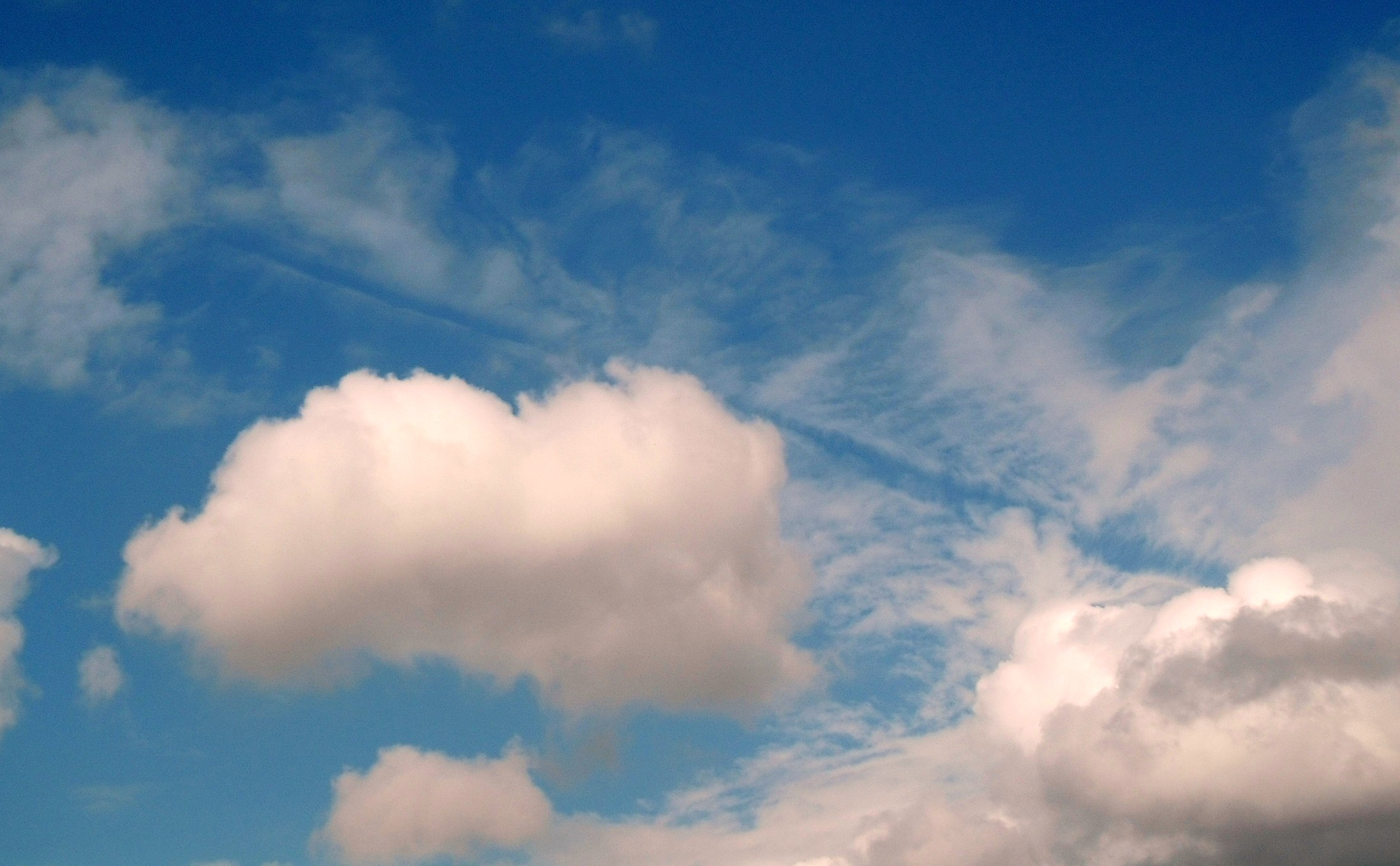
Disszipációs sáv

Amikor egy repülőgép áthalad egy felhőn, egy felhőmentes sáv keletkezhet, ha a felhő elég vékony.
Disszipációs sávnak is hívják, mivel ez a jelenség azért jöhet létre, mert a lehűtött felhőrétegen átrepülő gép egy keskeny sávot ideiglenesen felmelegít az eltávozó égéstermékeivel. Ekkor itt a relatív páratartalom 100% alá csökken, és a látható, kicsapódott vízrészecskék visszaalakulnak láthatatlan párává.